# Unsere Besten
 (août 2024).
Si vous disposez d'ouvrages ou d'articles de référence ou si vous connaissez des sites web de qualité traitant du thème abordé ici, merci de compléter l'article en donnant les références utiles à sa vérifiabilité et en les liant à la section « Notes et références ».

Unsere Besten (« Nos meilleurs ») était une émission en Allemagne diffusée sur la chaîne publique ZDF en novembre 2003 et présentée par Johannes B. Kerner, adaptée de l’émission 100 Greatest Britons diffusée sur la BBC au Royaume-Uni. En France, l’adaptation de la BBC a été diffusée en 2005 sous le nom Le Plus Grand Français de tous les temps.
La première émission de la série fut consacrée à la recherche des plus grands Allemands (Wer sind die größten Deutschen?). Cette émission fut suivie par d’autres épisodes ayant également pour objet de trouver "les meilleurs", mais chacun avec un thème précis par émission. Le public allemand pouvait voter (par courrier, SMS ou Internet) pour l’allemand le plus grand — de l'histoire ou contemporain — parmi une liste de plus de 300 personnes, plus des suggestions supplémentaires.
Une liste avait été créée pour deux raisons :[réf. souhaitée]
- pour exclure les figures controversées de certaines périodes de l’histoire allemande, comme Adolf Hitler ou Erich Honecker.
- pour décider en amont de qui pouvait être considéré comme « Allemand », à la suite des particularités de l’histoire allemande et aux modifications de frontières, qui auraient pu exclure certaines personnes comme Mozart et Romy Schneider (Autriche) ou Albert Schweitzer (France). La définition "qui est allemand" retenue pour cette émission n'est donc pas liée aux frontières géographiques modernes, mais plutôt comme celui qui fait partie d'une communauté partageant la même langue et la même culture.

Néanmoins, la prise en compte de Nicolas Copernic parmi la liste des scientifiques fut l’objet d'une polémique en Pologne où il est considéré comme héros national — le sénat polonais le qualifia de "Polonais exceptionnel" le 12 juin 2003. De même, l'ajout de Mozart et Freud fut critiqué en Autriche.
Pour le classement final des 10 meilleurs, une étape additionnelle fut organisée, durant laquelle chaque candidat était défendu par un "ambassadeur" (principalement des journalistes) qui expliquaient le travail et l’importance de leur favori.
La liste finale de l'émission consacrée à la recherche du plus grand allemand de tous les temps (affichée ci-dessous) contient quelques personnes inconnues, le vote étant sujet à de nombreuses manipulations et effets de popularité temporaire tels que la mobilisation de groupes de fans sur internet ou le fait que certaines personnes célèbres sont plus visibles que d’autres dans les médias (présentateurs télé et chanteurs vivants). Ce vote n’était également pas représentatif de la population de la République fédérale d’Allemagne.

## Liste finale - Émission "Qui sont les plus grands Allemands"
Émission diffusée le 28 novembre 2003

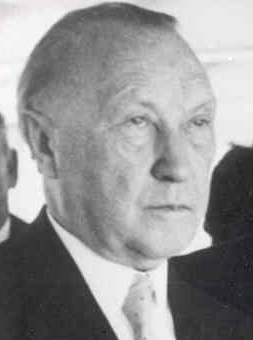
1. Konrad Adenauer, chancelier de la République Fédérale d'Allemagne.

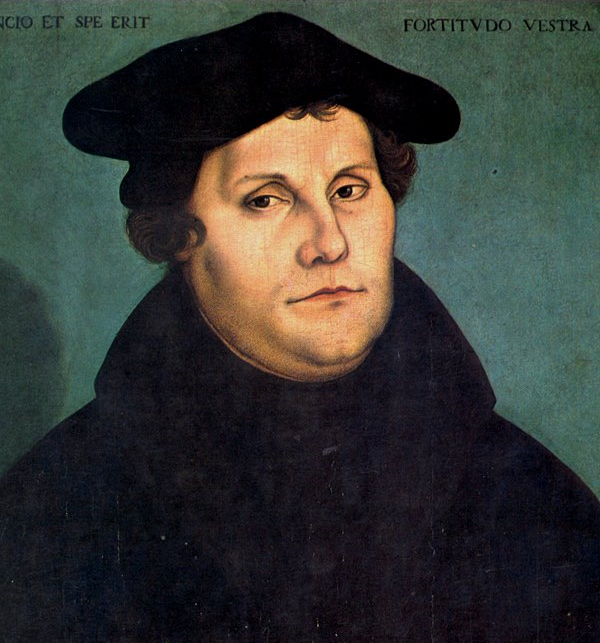
2. Martin Luther, moine réformateur.

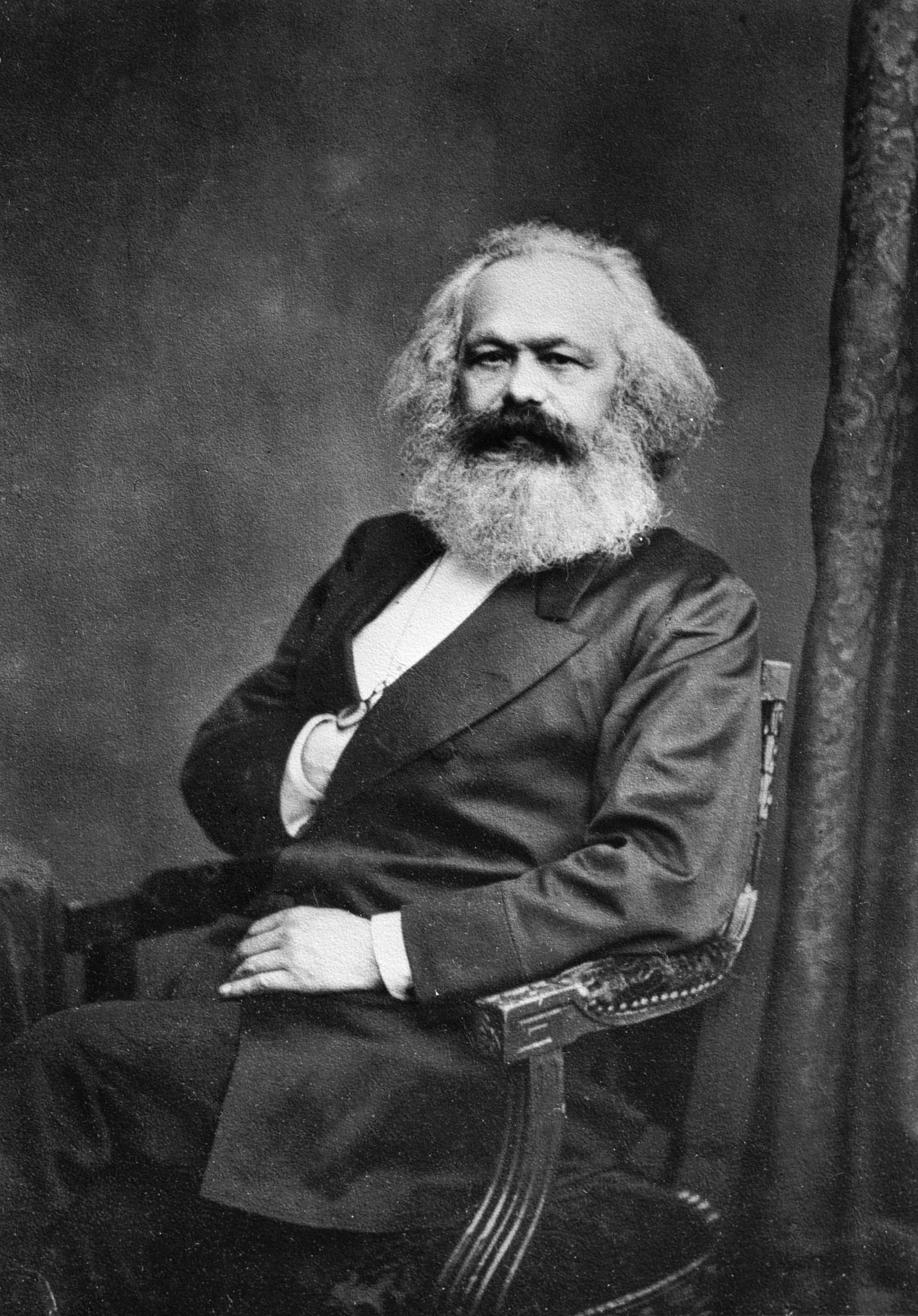
3. Karl Marx.

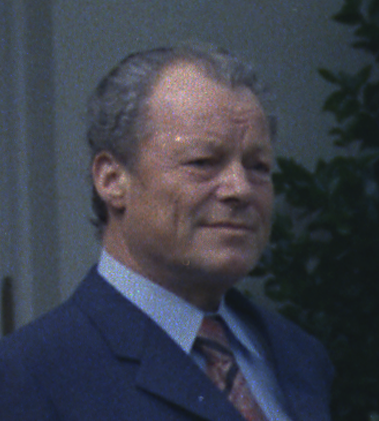
5. Willy Brandt.

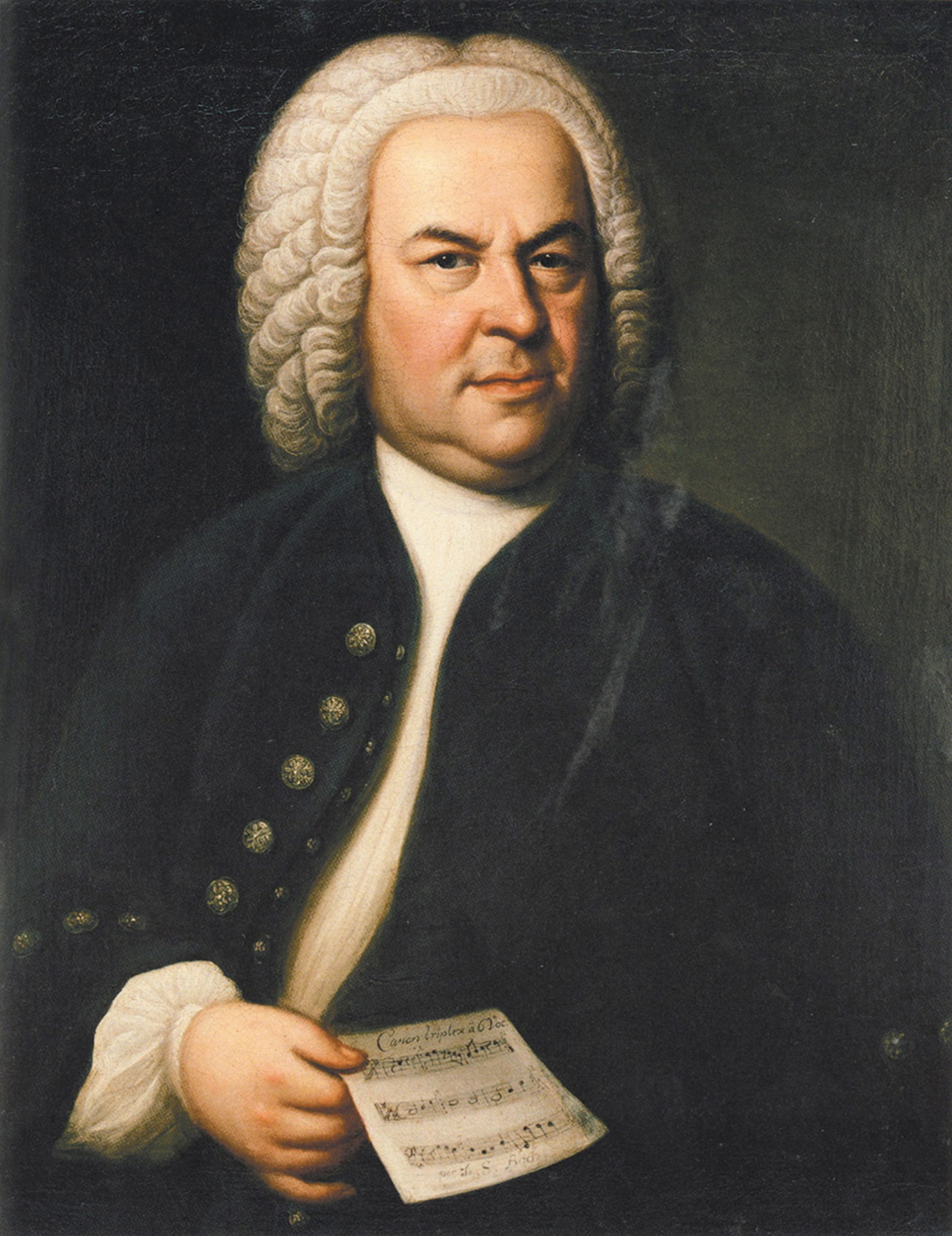
6. Jean-Sébastien Bach.

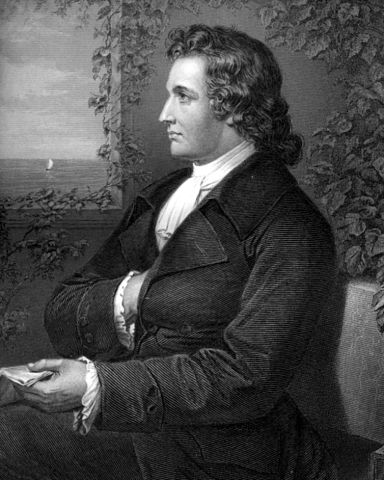
7. Johann Wolfgang Gœthe.

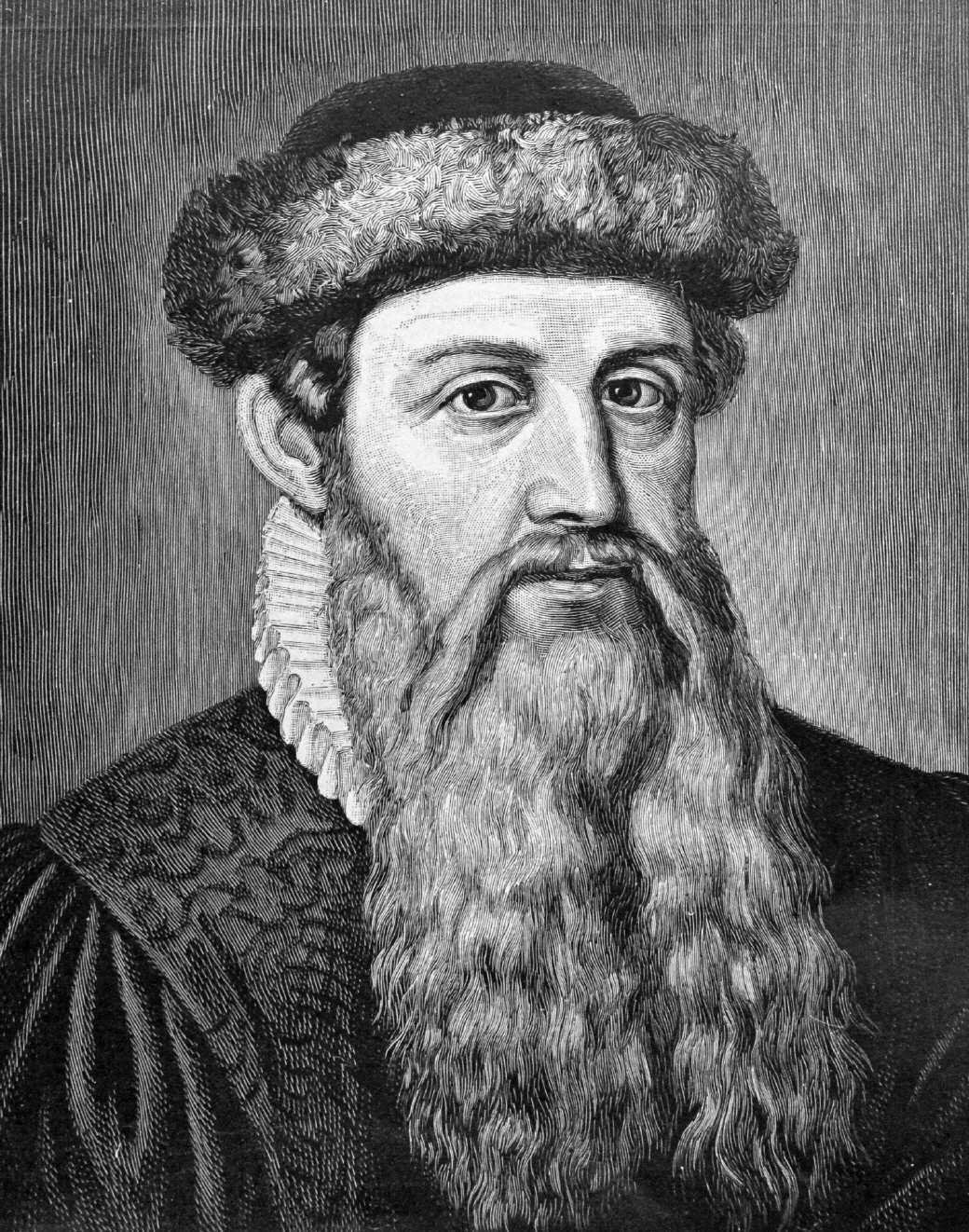
8. Johannes Gutenberg.

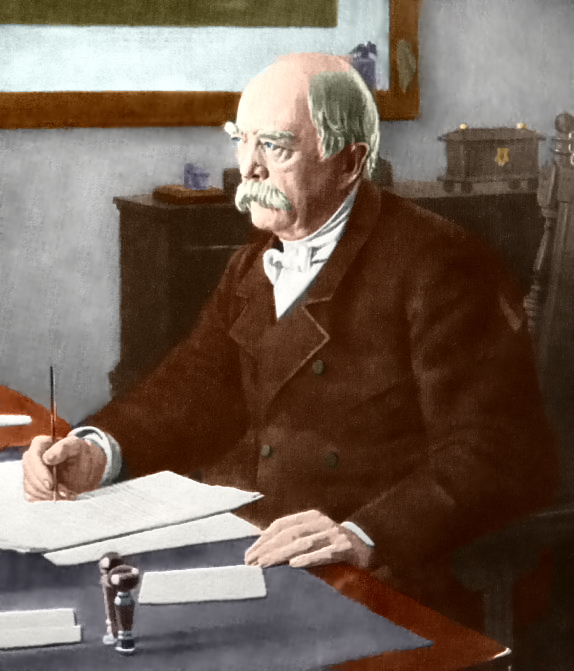
9. Otto von Bismarck.

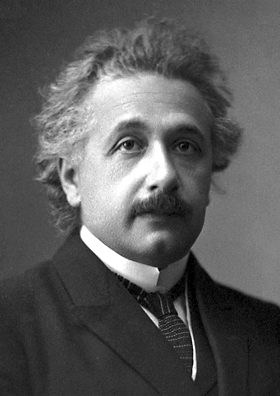
10. Albert Einstein.

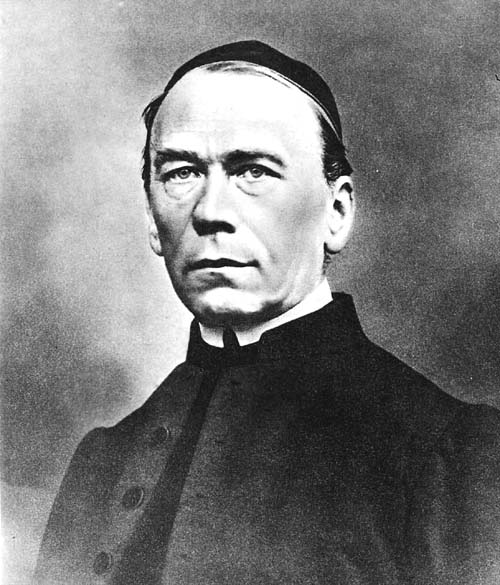
11. Adolph Kolping.

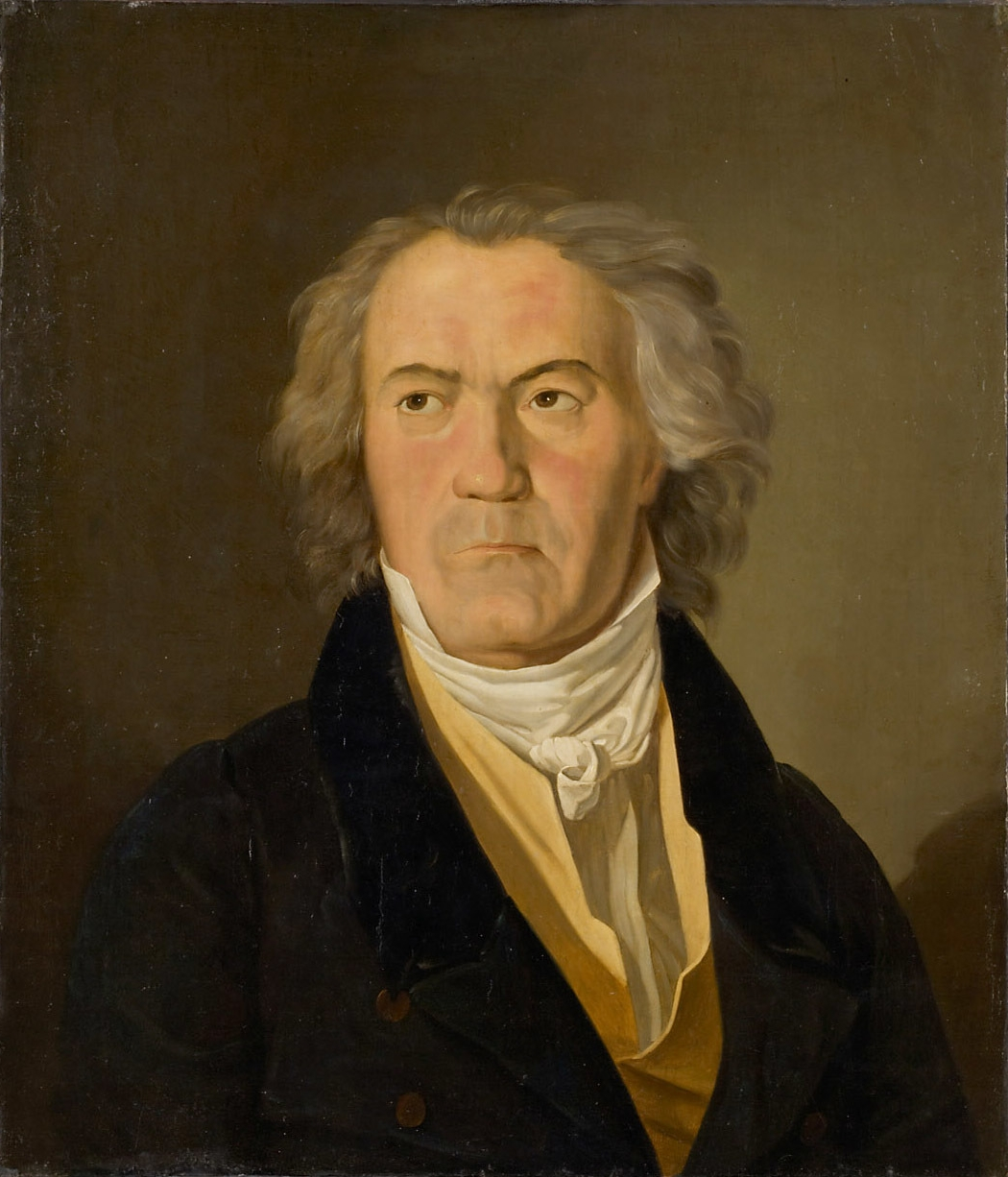
12. Ludwig van Beethoven.

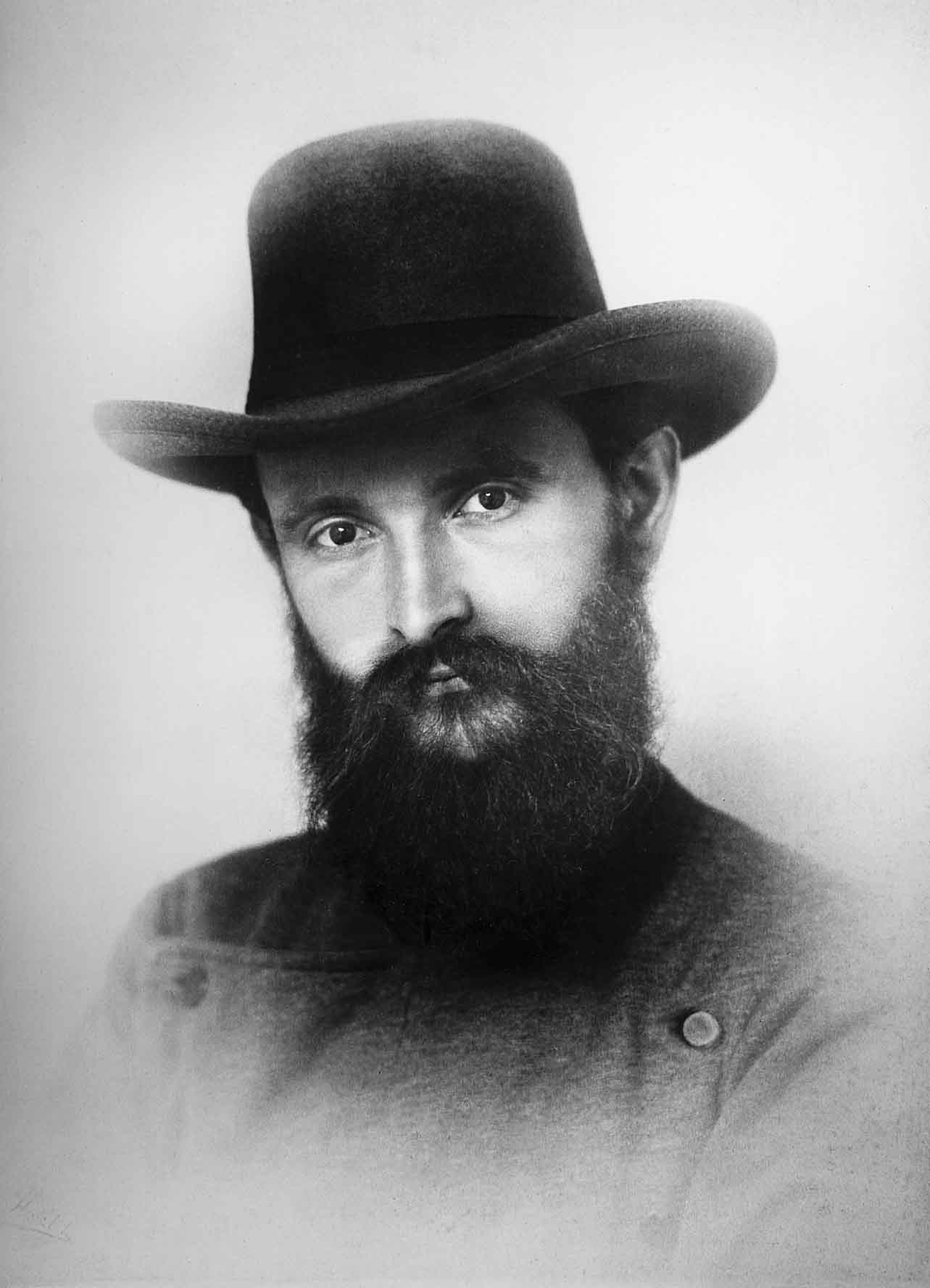
14. Robert Bosch.

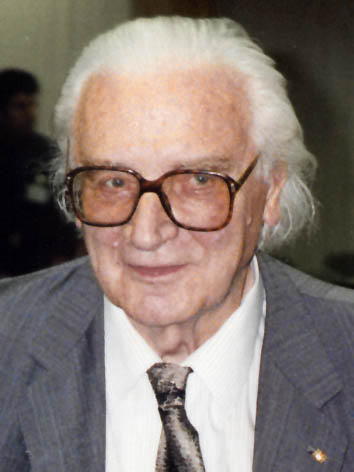
16. Konrad Zuse.

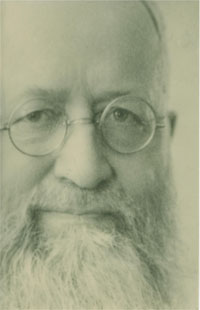
17. Joseph Kentenich.

1. Konrad Adenauer,  premier chancelier fédéral de la République fédérale d’Allemagne 1949-1963 (1876-1967)
2. Martin Luther, réformateur de l'Église, père du protestantisme (1483-1546)
3. Karl Marx,  philosophe, économiste et théoricien socialiste et communiste (1818-1883)
4. Sophie et Hans Scholl, étudiants anti-nazis du réseau La Rose blanche (1921/1918-1943)
5. Willy Brandt, chancelier fédéral d'Allemagne de l'Ouest (1969-1974), artisan de l'Ostpolitik (1913-1992)
6. Jean-Sébastien Bach, compositeur(1685-1750)
7. Johann Wolfgang von Goethe, écrivain (1749-1832)
8. Johannes Gutenberg, inventeur de l'imprimerie typographique en Europe (1400-1468)
9. Otto von Bismarck, homme politique responsable de la création de l'Empire allemand en 1871, et premier Chancelier impérial (1815-1898)
10. Albert Einstein, physicien théoricien auteur de la théorie de la relativité générale (1879-1955)
11. Adolph Kolping, prêtre, fondateur de l'Œuvre Kolping (Kolpingwerk) (1813-1865)
12. Ludwig van Beethoven, compositeur (1770-1827)
13. Helmut Kohl, chancelier fédéral ouest-allemand 1982-1998, figure majeure de la Réunification allemande (né 1930)
14. Robert Bosch, inventeur, innovateur, industriel (1861-1942)
15. Daniel Küblböck, chanteur (né en 1985)
16. Konrad Zuse, ingénieur, pionnier de l'informatique (1910-1995)
17. Josef Kentenich, prêtre, fondateur du Mouvement de Schönstatt (1885-1968)
18. Albert Schweitzer, médecin et mécène (1875-1965)
19. Karlheinz Böhm, acteur et fondateur d'une association caritative (1928-2014)
20. Wolfgang Amadeus Mozart, compositeur (1756-1791)
21. Helmut Schmidt, chancelier fédéral d'Allemagne de l'Ouest (1974-1982) (né en 1918)
22. Regine Hildebrandt, femme politique (1941-2001)
23. Alice Schwarzer, féministe et journaliste (née en 1942)
24. Thomas Gottschalk, présentateur de télévision (né en 1950)
25. Herbert Grönemeyer, auteur-compositeur-interprète (né en 1956)
26. Michael Schumacher, pilote automobile (né en 1969)
27. Ludwig Erhard, chancelier fédéral d'Allemagne de l'Ouest, père du Wirtschaftswunder (miracle économique) dans les années cinquante (1897-1977)
28. Wilhelm Conrad Röntgen, physicien ayant découvert les rayons X (1845-1923)
29. Günther Jauch, journaliste et présentateur de l'émission de télévision "Wer wird Millionär" (Qui veut gagner des millions ?) (naissance en 1956)
30. Dieter Bohlen, producteur de musique et jury de "Deutschland sucht den Superstar" (Nouvelle Star) (né en 1954)
31. Jan Ullrich, coureur cycliste professionnel (né en 1973)
32. Steffi Graf, joueuse de tennis (né en 1969)
33. Samuel Hahnemann, médecin, inventeur de l'homéopathie (1755-1843)
34. Dietrich Bonhoeffer, pasteur et militant anti-nazi(1906-1945)
35. Boris Becker, joueur de tennis (né en 1967)
36. Franz Beckenbauer,  joueur de football, entraîneur (né en 1945)
37. Oskar Schindler, industriel ayant sauvé 1 100 juifs (1908-1974)
38. Nena, chanteuse (née en 1960)
39. Hans-Dietrich Genscher, homme politique (né en 1927)
40. Heinz Rühmann, acteur (1902-1994)
41. Harald Schmidt,  animateur de télévision (né en 1957)
42. Frédéric II de Prusse ("Frédéric le Grand"), roi de Prusse(1712-1786)
43. Emmanuel Kant, philosophe, figure majeure des  Lumières  (1724-1804)
44. Patrick Lindner, chanteur (né en 1960)
45. Hartmut Engler, chanteur (né en 1961)
46. Hildegarde de Bingen, religieuse, écrivain, compositrice (1098-1179)
47. Heino, chanteur (né en 1938)
48. Richard von Weizsäcker, Président de la République fédérale d’Allemagne de 1984 à 1994 (naissance en 1920)
49. Claus Graf Schenk von Stauffenberg, officier de la Wehrmacht et militant antinazi (1907-1944)
50. Marlene Dietrich, actrice et chanteuse (1901-1992)
51. Robert Koch, médecin, découvreur du bacille responsable de la tuberculose (1843-1910)
52. Joschka Fischer, Ministre des Affaires Étrangères et vice-chancelier de 1998 à 2005 (naissance en 1948)
53. Karl May, écrivain (1842-1912)
54. Loriot (Vicco von Bülow), satiriste (naissance en 1923)
55. Albert le Grand, archevêque et théologien (1200-1280)
56. Rudi Völler, footballeur (naissance en 1960)
57. Heinz Erhardt, comédien (1909-1979)
58. Roy Black, chanteur et acteur (1943-1991)
59. Heinz-Harald Frentzen, pilote automobile (naissance en 1967)
60. Wolfgang Apel, défenseur de la cause des animaux (naissance en 1951)
61. Alexander von Humboldt, explorateur, botaniste et homme de science (1769-1859)
62. Peter Kraus, chanteur (naissance en 1939)
63. Wernher von Braun, pionnier de l'aérospatiale (1912-1977)
64. Dirk Nowitzki, champion de basket-ball (naissance en 1978)
65. Campino, chanteur (Die Toten Hosen) (naissance en 1962)
66. Franz Josef Strauß, homme politique (1915-1988)
67. Sebastian Kneipp, médecin (1821-1897)
68. Friedrich Schiller, écrivain (1759-1805)
69. Richard Wagner, compositeur (1813-1883)
70. Katarina Witt, patineuse (naissance en 1965)
71. Fritz Walter, footballeur, capitaine de l’équipe vainqueure de la Coupe du monde 1954 (1920-2002)
72. Nicole, chanteuse (naissance en 1964)
73. Friedrich von Bodelschwingh, pasteur et théologien (1831-1910)
74. Otto Lilienthal, pionnier de l’aviation (1848-1896)
75. comtesse Marion von Dönhoff, éditrice (1909-2002)
76. Thomas Mann, écrivain (1875-1955)
77. Hermann Hesse, écrivain (1877-1962)
78. Romy Schneider, actrice (1938-1982)
79. Sven Hannawald, skieur (naissance en 1974)
80. Elisabeth de Bavière ("Sissi"), royal consort (1837-1898)
81. Willy Millowitsch, acteur et humoriste (1909-1999)
82. Gerhard Schröder, chancelier de 1998 à 2005 (naissance en 1944)
83. Joseph Beuys, artiste (1921-1986)
84. Friedrich Nietzsche, philosophe (1844-1900)
85. Rudi Dutschke, leader étudiant des années 1960 (1940-1979)
86. Karl Lehmann, cardinal (1936-2018)
87. Beate Uhse, pilote et femme d'affaires (1919-2001)
88. les « Trümmerfrauen » ("femmes des ruines"), qui reconstruisirent l'Allemagne après 1945
89. Carl Friedrich Gauss, mathématicien et physicien (1777-1855)
90. Helmut Rahn, footballeur, buteur qui qualifia l'Allemagne pour la Coupe du Monde de 1954 (1929-2003)
91. Albrecht Dürer, graveur et dessinateur (1471-1528)
92. Max Schmeling, boxeur (1905-2005)
93. Karl Benz, pionnier de l’automobile  (1844-1929)
94. empereur Frédéric II, (1194-1250)
95. Reinhard Mey, auteur-compositeur-interprète (naissance en 1942)
96. Heinrich Heine, écrivain et poète (1797-1856)
97. Georg Elser, assassin de Hitler (1903-1945)
98. Konrad Duden, lexicographe et linguiste (1829-1911)
99. James Last, compositeur (naissance en 1929)
100. Uwe Seeler, footballeur (naissance en 1936)
101. Jenny de la Torre Castro, dite « l’Ange des sans-abris » (naissance en 1954)
102. Erich Gutenberg, économiste (1897-1984)
103. Emanuel Lasker, champion du monde d'échecs (1868-1941)
104. Rudolf Steiner, philosophe (1861-1925)
105. Edith Stein, théologienne (1891-1942)
106. Farin Urlaub, musicien (Die Ärzte) (naissance en 1963)
107. Xavier Naidoo, chanteur (naissance en 1971)
108. Nicolas Copernic, astronome (1473-1543)  ** voir ci-dessus **
109. Adam Riese, mathématicien (1492-1559)
110. Gottlieb Daimler, pionnier de l’automobile (1834-1900)
111. Erich Kästner, écrivain (1899-1974)
112. Rosa Luxemburg, militante politique (1871-1919)
113. Bertolt Brecht, dramaturge (1898-1956)
114. Theodor Heuss, homme politique (1884-1963)
115. Othon le Grand, premier monarque allemand (912-973)
116. Sigmund Freud, psychanalyste (1856-1939)
117. Christine Licci, PDG de Citibank (naissance en 1964)
118. Wilhelm Busch, écrivain (1832-1908)
119. Hildegard Hamm-Brücher, femme politique (naissance en 1921)
120. Udo Lindenberg, musicien (naissance en 1946)
121. Eugen Drewermann, théologien (naissance en 1940)
122. Ferdinand Sauerbruch, chirurgien (1875-1951)
123. Peter Maffay, musicien (naissance en 1949)
124. Josef Frings, cardinal archevêque de Cologne (1887-1978)
125. Silke Fritzen, candidat promu par un vote internet[réf. nécessaire]
126. Max Planck, physicien, père de la mécanique quantique (1858-1947)
127. Johannes Rau, homme politique, Président Fédéral 1999-2004 (1931-2006)
128. Jacob et Wilhelm Grimm, les frères Grimm , écrivains et philologues (1785-1863 and 1786-1859)
129. Baron de Münchhausen, personnage légendaire (1720-1797)
130. Guillaume II, dernier empereur allemand (1859-1941)
131. Rudolf Augstein, journaliste et éditeur (1923-2002)
132. Heinrich Böll, écrivain (1917-1985)
133. Ralf Schumacher, pilote de course (naissance en 1975)
134. Anne Frank, écrivain et victime du Nazisme (1929-1945)
135. Barberousse, roi des Romains (1122-1190)
136. Sigmund Jähn, cosmonaute, premier allemand dans l’espace (naissance en 1937)
137. Franziska van Almsick, nageuse (naissance en 1979)
138. Clemens August Graf von Galen, théologien et résistant (1878-1946)
139. Louis II "le roi fou" (1845-1886)
140. Carl Friedrich Zeiss, physicien, père de l'optique moderne (1816-1888)
141. Hildegard Knef, actrice et chanteuse (1925-2002)
142. Levi Strauss, entrepreneur et inventeur (jeans) (1829-1902)
143. Sepp Herberger, entraîneur de football de l'équipe championne du monde en 1954 (1897-1977)
144. Klaus Kinski, acteur (1926-1991)
145. Werner von Siemens, physicien et industriel (1816-1892)
146. Ferdinand Porsche, constructeur d’automobiles (1875-1951)
147. Peter Scholl-Latour, journaliste (naissance en 1924)
148. August Heinrich Hoffmann von Fallersleben, parolier de l’hymne national (1798-1874)
149. Siegfried & Roy, illusionnistes et dompteurs (naissance en 1939 et 1944)
150. Christoph Langen, champion de bobsleigh (naissance en 1962)
151. Michelle, chanteuse (naissance en 1974)
152. Manfred von Ardenne, physicien (1907-1997)
153. Gottfried Wilhelm Leibniz, philosophe, mathématicien, physicien et diplomate (1646-1716)
154. Arthur Schopenhauer, philosophe (1788-1860)
155. Kurt Tucholsky, écrivain (1890-1935)
156. Karl (naissance en 1920) et Theo Albrecht (naissance en 1922), entrepreneurs (Aldi)
157. Joseph Ratzinger, cardinal (1927-2022) (devenu pape Benoît XVI en 2005)
158. Werner Heisenberg, physicien (1901-1976)
159. Harald Juhnke, acteur (1929-2005)
160. Till Eulenspiegel, bouffon et trublion, devenu personnage de légende, mentionné dès 1510-1511 (-)
161. Götz George, acteur (naissance en 1938)
162. Rudolf Diesel, inventeur (1858-1913)
163. Stefan Raab, présentateur de télévision et musicien (naissance en 1966)
164. Hans Albers, chanteur et acteur (1891-1960)
165. Nina Hagen, chanteuse (naissance en 1954)
166. Johannes Kepler, astronome (1571-1630)
167. Hans Rosenthal, présentateur de télévision (1925-1987)
168. Rupert Neudeck, médecin et philanthrope (Cap Anamur) (naissance en 1939)
169. Dieter Hildebrandt, humoriste (naissance en 1927)
170. Marie-Theres Kroetz Relin, actrice et femme au foyer (naissance en 1966)
171. Kilian Saum, moine et écrivain (naissance en 1958)
172. Hans Söllner, chanteur (naissance en 1955)
173. Gregor Gysi, homme politique est-allemand (naissance en 1948)
174. Arminius le Chérusque, chef germain, vainqueur des Romains à Teutoburg
175. Günter Grass, écrivain (naissance en 1927)
176. Inge Meysel, actrice (1910-2004)
177. Hans Hartz, musicien (1943-2002)
178. Karl Lagerfeld, créateur de haute-couture (1933-2019)
179. Oliver Kahn, footballeur (naissance en 1969)
180. Gerd Müller, footballeur (naissance en 1945)
181. Ferdinand von Zeppelin, pionnier de l'aéronautique (1838-1917)
182. Nikolaus August Otto, inventeur du moteur à explosion (1832-1891)
183. Grete Schickedanz, pionnière de la vente par correspondance avec Quelle (1911-1994)
184. Clara Zetkin, suffragette (1857-1933)
185. Hannah Arendt, journaliste et philosophe (1906-1975)
186. Roman Herzog, Président de la République Fédérale de 1994 à 1999 (naissance en 1934)
187. Hermann Oberth, physicien et pionnier de l'aérospatiale (1894-1984)
188. Karl Valentin, humoriste (1882-1948)
189. Frank Schöbel, chanteur est-allemand (naissance en 1942)
190. Jakob Fugger, premier banquier de l’ère moderne, magnat de l’alun (1459-1525)
191. Henry Maske, boxeur (naissance en 1964)
192. Helmut Zacharias, violoniste (1920-2002)
193. Michael Ballack, footballeur (naissance en 1976)
194. Bernhard Grzimek, zoologue et auteur de films documentaires (1909-1987)
195. Richard Strauss, compositeur (1864-1949)
196. Edmund Stoiber, homme politique (naissance en 1941)
197. Klaus Störtebeker, pirate (ca. 1370-1401)
198. Peter Frankenfeld, vedette de la radio et de la Télévision (1913-1979)
199. Mildred Scheel, médecin et philanthrope (1932-1985)
200. Claudia Schiffer, top-model (naissance en 1970)